# Образна диагностика
Образната диагностика или още медицинските изображения е съвкупност от различни видове неинвазивни изследвания, с помощта на които графично се изобразяват вътрешни органи на тялото. Тези технологии се използват за клинично диагностициране, при физиологични изследвания, както и по време на инвазивни операции. Подобни технологии също са разработени и за различни индустриални приложения.
Има няколко метода за получаване на медицински изображения:
- Медицинска радиография
- Компютърна томография
- Магнитно-резонансна томография (Ядрен магнитен резонанс, ЯМР)
- Медицинска ехография

Повечето методи за медицинска образна диагностика са проучени и разработени в области като радиология и нуклеарна медицина. Радиологията е официален стаж, който всеки лекар може да избере след дипломирането си, каквито са и педиатрията, кардиологията и други медицински специалности.